# Каапер
Каапер или Ка-апер (егип. k3 ʿpr), также известный как Шейх эль-Белед («Сельский староста») — древнеегипетский писец и жрец, живший на рубеже IV—V династий (около 2500 год до н. э.). Несмотря на своё невысокое положение, известен благодаря своей искусной деревянной статуе.

## Биография
О жизни Каапера известно мало. Его титулы включали «херихеб» (егип. ẖrj-ḥ3b-ḥr.j-tp) и «армейский писец фараона» (может указывать на некую военную кампанию в Палестине).

## Гробница

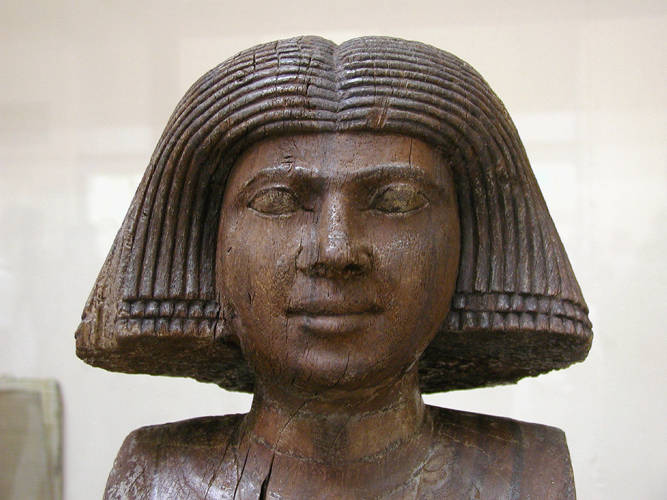
Женский бюст из мастабы Каапера

Его мастаба («Saqqara C8») обнаружена в 1860 году Огюстом Мариетом в саккарском некрополе, севернее ступенчатой пирамиды Джосера. В ходе раскопок египетские рабочие обнаружили статую и, видимо, под впечатлением от её реалистичности называли Шейх эль-Белед (по-арабски «Сельский староста»), усмотрев сходство статуи с местным старейшиной. Статуя высотой 112 см вырезана из древесины сикомора и в наши дни выставлена в Каирском Египетском музее (CG 34). Статуя изображает шагающего полного мужчину с посохом в руке. Круглое, спокойное лицо выглядит реалистично благодаря глазам, выполненным из горного хрусталя и небольших медных пластинок. Возможно, белое пятно на глазу является первым упоминание катаракты в истории медицины.
Эта статуя является примером высокого уровня мастерства реалистичного изображения, достигнутого в конце IV династии. Найденная в этой же мастабе деревянная статуя женщины (CG 33) могла принадлежать жене Каапера.